# تاکاشی سوریماچی
تاکاشی سوریماچی (انگلیسی: Takashi Sorimachi؛ زادهٔ ۱۹ دسامبر ۱۹۷۳) هنرپیشه و خواننده اهل ژاپن است. از فیلم‌هایی که وی در آن نقش داشته است، می‌توان به چنگیز خان: تا انتهای زمین و دریا اشاره کرد.